# Rudolph Loewenstein
Rudolph Maurice Loewenstein 17 de enero de 1898 en Łódź, Zarato de Polonia, Imperio Ruso - 14 de abril de 1976 en Nueva York) fue un psicoanalista polaco-francés-estadounidense.

## Biografía
Después de estudiar medicina y neurología en Zúrich, Loewenstein fue analizado en Berlín por Hanns Sachs. Se hizo miembro de la Asociación Psicoanalítica Alemana (DPG) en 1925. En ese mismo año empezó a practicar el psicoanálisis didáctico en París, donde formó a numerosos futuros analistas, destacándose entre ellos Jacques Lacan. En 1926 fundó la primera sociedad psicoanalítica francesa, la Sociedad Psicoanalítica de Paris (Société psychanalytique de Paris (SPP)), junto con otros ocho psicoanalistas, entre ellos René Laforgue, Marie Bonaparte, Raymond de Saussure y Angelo Hesnard. Fue elegido secretario de la SPP. En 1927 participó en la creación de la Revue française de psychanalyse.
En 1930 se hizo ciudadano francés y reinició sus estudios, defendiendo en 1935 su tesis para el doctorado en medicina. En 1939 fue movilizado para servir como médico en el ejército francés. Después del Armisticio huyó al sur de Francia, desde donde partió a los Estados Unidos, estableciéndose en Nueva York. Allí desarrolló una carrera institucional destacada en la Asociación Psicoanalítica Internacional (IPA), cuyo presidente fue entre 1965 y 1967.
A Loewenstein se le conoce principalmente por ser, junto a Ernst Kris y Heinz Hartmann, uno de los exponentes más destacados de lo que se ha llamado psicología del yo.

## Obra
- Origine du masochisme et la théorie des pulsions ("El origen del masoquismo y la teoría de pulsiones"), en Revue Française de Psychanalyse X (2) 1938 (ISSN: 0035-2942)
- The vital or somatic drives ("Las pulsiones vitales o somáticas"), en International Journal of Psycho-Analysis XXI, 1940. (ISSN 0020-7578)
- Psychanalyse de l'Antisemitisme ("Psicoanálisis del antisemitismo"), 1952, Reed. PUF, 2001, ISBN 213051670X
- (ed. con Heinz Hartmann y Ernst Kris), Notes on the theory of aggressions, 1949.[2]